# Choi Daniel
Đây là một tên người Triều Tiên, họ là Choi.
Choi Daniel (sinh ngày 22 tháng 2 năm 1986) là một nam diễn viên người Hàn Quốc. Anh được biết đến với vai diễn trong các bộ phim Gia đình là số một (phần 2), "Trung tâm mai mối", "Vẻ đẹp trẻ thơ" và "School 2013".
Choi Daniel khởi nghiệp với nghề người mẫu. Anh cũng là người dẫn chương trình cho đài "SBS World Radio" từ năm 2011, đồng thời cũng là một DJ cho đài "KBS 2 FM" từ năm 2013.
Daniel tham gia nghĩa vụ quân sự và hoàn thành ngày 29/09/2017.

## Danh sách phim

### Truyền hình
- Today's Webtoon (SBS, 2022) vai Seok Ji Hyung
- It's Okay To Not Be Okay (tvN, Netflix 2020) - cameo (tập 8)
- The Ghost Detective (KBS 2, 2018) vai Lee Da Il
- Jugglers (KBS 2, 2017) vai Nam Chi Won
- Heart to Heart (tvN, 2015) - cameo
- Big Man (KBS 2, 2014) vai Kang Dong Suk
- Special Drama: Waiting for love (KBS 2, 2013)[6] vai Cha Gi Dae
- School 2013 (KBS 2, 2013) vai Kang Se Chan
- Giấu mặt (SBS, 2012) - vai diễn khách mời, tập 1, 2, 6
- Ji Woon-soo's Stroke of Luck (TV Chosun, 2012) - khách mời
- Gia đình là số một (phần 3) (MBC, 2011) - khách mời, tập 95
- The Musical (SBS, 2011) vai Hong Jae Yi
- Baby Faced Beauty (KBS 2, 2011) vai Choi Jin Wook
- Once Upon a Time in Saengchori (tvN, 2010) - khách mời
- Gia đình là số một (phần 2) (High Kick Through The Roof) (MBC, 2009) vai Lee Ji Hoon
- Good Job, Good Job (MBC, 2009) vai Lee Eun Hyuk
- General Hospital 2 (MBC, 2008)
- The World That They Live In (KBS 2, 2008) vai Yang Soo Kyung
- Golden Apple (KBS 2, 2005)
- School Stories (EBS, 2000)

### Điện ảnh
- The Beast (2019)
- Untouchable Lawman (2015)
- The Chronicles of Evil (2014)
- AM 11:00 (2013)
- The Peach Tree (2012) - khách mời
- The Traffickers (2012)
- Age of Milk  (phim ngắn, 2011)
- Cyrano Agency (2010)
- Yoga Hakwon (2009)

### MV
- " Coin laundry" (Wax, 2014)
- "Love Ballad" (Browneyed Soul, 2010)
- " Open the door" (Im Chang Jung, 2013)

## Phát thanh
- KBS World Radio - News Plus (2011 tới nay)
- KBS 2FM - More closer Radio (2013 tới nay)

## Đĩa hát
- "I went to Cheonggyesan Mt." - song ca với "Uhm Tae-woong"  (nhạc phim "Trung tâm mai mối")

## Giải thưởng
- 2011 Giải thưởng truyền hình KBS: "Nam diễn viên chính xuất sắc nhất" cho vai diễn trong bộ phim (Vẻ đẹp trẻ thơ)
- 2011 Liên hoan phim quốc tế Puchon: "Vai diễn ấn tượng nhất" (Gia đình là số một (phần 2))
- 2009 Giải thưởng giải trí MBC: "Diễn viên mới xuất sắc nhất thể loại phim hài" (Gia đình là số một (phần 2))